# Fadhma Aït Mansour Amrouche
Marguerite-Fadhma Aït Mansour Amrouche (tamazight de Argelia del norte ⴼⴰⴹⵎⴰ ⴰⵜ ⵎⴰⵏⵚⵓⵔ Faḍma At Manṣur; 1882, Tizi Hibel, Argelia - 9 de julio de 1967, Saint-Brice-en-Coglès, Francia) fue una escritora, poeta y cantante nativista. Fue madre de los escritores Jean Amrouche y Taos Amrouche.

## Biografía
La madre de Marguerite, Aïna Aït Larbi U-Saïd, nacida en las proximidades de Tawrirt Musa (actual Tizi-Ouzou wilaya) en Argelia, se casa muy joven con un hombre mucho mayor con quien tiene dos hijos. Fallecido su esposo, decide vivir sola con sus dos hijos, rechazando la oferta de su hermano Kaci de venir a vivir con su madre, como era la costumbre. Así, su hermano la reniega: separada de la familia, no puede asistir al funeral de su madre. Aïna y un hombre del vecindario, que resultó ser de la misma familia que su difunto marido, se enamoran. Aïna queda embarazada, mas ese hombre, ya comprometido con otra mujer de familia importante, se niega a reconocer la paternidad. Aïna queda excluida de la comunidad y da a luz sola, en su casa en Tizi Hibel (cerca de Beni Douala) junto a sus dos hijos pequeños. La bebé habría sido asesinada junto con su madre para preservar el honor de la familia, pero intervino la autoridad francesa, salvándolas.
Así, como hija ilegítima de una valiente viuda, Fadhma vivió una vida despreciada en su pueblo y, para alejarla de la ira del vecindario, su madre Aïna la envió primero a estudiar en una escuela secular, y luego con las monjas del Hospital de Ait Manguellet, donde tuvo lugar su conversión al catolicismo. Allí conoció y se casó, con dieciséis años, con otro cabileño converso, Antoine-Belkacem Amrouche, de Ighil Ali, de quien tuvo ocho hijos:
- Paul-Mohand-Said (1900-1940);
- Henri-Achour (1903-1958);
- Jean-El-Mouhouv (1906-1962);
- Louis-Marie (1908-1909)
- Louis-Mohand-Seghir (1910-1939)
- Marie-Louise-Taos (1913-1976)[5]
- Noël-Saadi (1916-1940)
- René-Malek (1922-)

La vida del matrimonio y sus numerosos descendientes era miserable y problemática. Para ganarse la vida, emigraron a Túnez, y finalmente a Francia.
La historia de la vida de Fadhma: un fresco de la vida del pueblo cabilio, entre los siglos XVIII al XX, se narra en un conmovedor ensayo autobiográfico, "Histoire de ma vie", publicado póstumamente en 1968. Este libro trata de la vida que vivió como mujer entre dos mundos: por un lado, la vida y la lengua de su tierra bereber; y, por otro, el poder colonial de Francia, su idioma y su religión, el cristianismo.
Aunque apasionada por la lengua y la cultura francesas, Fadhma nunca dejó de apreciar el valor de su propia cultura Bereber de origen, de la cual siempre transmitió a los hijos los valores y palabras que estos últimos harían por eternizarlos en sus trabajos, tanto en guiones como en la canción.

### Conversión al catolicismo
Marguerite, como hija ilegítima de una viuda, sufrió en su infancia la malicia de los aldeanos, con muchos actos de violencia contra ella. En 1885, su madre la confió a las monjas de la misión católica de Iwadiyen (Ouadhias). En 1886, Marguerite ingresó en el internado (escuela secular) de Taddart u-Fella cerca de Fort National, donde en 1892, obtuvo su certificado de estudios.
Luego regresa a su pueblo cerca de su madre, quien le enseña sobre las costumbres y el conocimiento tradicional, incluidas canciones y poemas cabilios. Luego, trabajará en el Hospital Aït Manguellet con las Hermanas Misioneras de Nuestra Señora de África (llamadas Hermanas Blancas, fundada por el cardenal Lavigerie). Se convirtió al cristianismo y, en su bautismo, recibió el nombre de Marguerite.